# Associação Beneditense de Cultura e Desporto
A Associação Beneditense de Cultura e Desporto clube de futebol português multi-desportivo, localizado na vila e freguesia de Benedita, município de Alcobaça, distrito de Leiria. Na temporada 2025/2026 disputa a Divisão de Honra Lizsport do distrito de Leiria e também a Taça Lizsport. Disputa os seus jogos no Parque de Jogos Fonte da Senhora, com uma lotação de 1400 lugares sentados. É um dos melhores clubes do Distrito, o seu principal rival é o Ginásio Clube de Alcobaça. Em janeiro de 2012, o Beneditense tentou contratar o grande goleador Mário Jardel, então com com 38 anos, ex-Sporting e FC Porto, o que foi destacado em meios de comunicação a nível nacional. A proposta agradou Jardel, mas o empresário aconselhou-o a não vir, e Jardel rejeitou o convite para seguir a carreira de treinador.

## História
O clube foi fundado em 15 de agosto de1962 e o seu actual presidente chama-se André Vinagre. Na época de 2011-2012, a equipa de seniores joga na 3º divisão, série D.
Na época 83/84 o clube disputava a 2º Divisão Distrital e nessa época, com uma excelente participação, víria a ser desclassificado na secretária para o 2º lugar, falhando a subida de que beneficiou a Biblioteca Instrução e Recreio. 
Na época seguinte, 84/85, com o treinador/jogador Fumito, acreditou-se que o objetivo do primeiro lugar seria possível, mas tiveram a concorrência forte do Ferrel. O jogo decisivo na Benedita é ainda hoje o record de assistência no Parque de Jogos Fonte da Senhora, não só pelo apoio dos adeptos Beneditenses, mas também pela participação maciça dos Ferreleiros, jogo que ficou empatado e mais uma vez o Beneditense a ficar em 2º lugar, a um ponto do Ferrel.
Finalmente na época de 85/86, com treinador Fumito e António Ramalho em presidente, o campeonato acabou com o Beneditense(ABCD) em 1º lugar e a subir de divisão, iniciando uma cavalgada heroica de subidas que só terminaria nos nacionais.
Na época de 86/87 iniciou o seu primeiro de três mandatos a nova direção presidida por Afonso Rosa Ferreira, a que correspondeu ao período de maior entusiasmo e empolgamento de sempre na história do Benditense, por parte dos seus sócios e simpatizantes. Era então impressionante o número de espectadores na Fonte da Senhora e mais ainda em todos os jogos fora. Nessa mesma época com o treinador Guilherme dos Reis Marques, o Beneditense conseguiu o 1º lugar na zona sul da primeira distrital, quatro pontos à frente do SL Marinha, garantindo a subida direta à terceira divisão nacional.
Na época 87/88, a estreia na terceira divisão começou menos bem com o treinador/jogador Quim-Zé, que acabou substituído, voltando Guilherme Reis que trouxe uma boa recuperação, terminando num honroso 12º lugar em 20 equipas sendo o Potalegrense o primeiro classificado.
Na época de 88/89 correu bastante mal ao Beneditense, que ainda com Guilherme Reis até se reforçou consideravelmente. O primeiro problema foi um acidente com o jogador Quebra, já na pré-época, ele que era um baluarte defensivo nas épocas anteriores e que ficou impedido de dar o seu contributo à equipa durante esse ano. A equipa com jogadores e argumentos ao nível dos melhores, teve situações e resultados inesperados e por uma ou outra razão ficou muito aquém das expetativas geradas. Guilherme Reis não aguentou a pressão dos adeptos, sobretudo um especial que o massacrou jogo após jogo, e o Beneditense cometeu o erro fatal e decisivo de o despedir, substituindo-o pelo jogador e antigo craque do Sporting Clube de Portugal, Nando, depois Coelho e acabando Flores por dar a machadada final, e como resultado o Beneditense acabou em 16º lugar descendo aos distritais.

## Futebol

### Histórico (inclui 11/12)
|                                           | Nº Presenças | Títulos |
| ----------------------------------------- | ------------ | ------- |
| Temporadas na I Liga                      | 0            |         |
| Temporadas na II Liga                     | 0            |         |
| Temporadas na 2ª Divisão                  | 7            |         |
| Temporadas na 3ª Divisão                  | 12           |         |
| Temporadas na Divisão de Honra A.F Leiria | 11           |         |
| Temporadas na 1º Divisão da A.F Leiria    | 8            | 2       |
| Temporadas na 2º Divisão da A.F Leiria    | 3            | 1       |
| Taça de Portugal                          | 21           |         |
| Taça da Liga                              | 0            |         |

### Classificações
| Escalão          | 00/01 | 01/02 | 02/03 | 03/04 | 04/05 | 05/06 | 06/07 | 07/08 | 08/09 |
| ---------------- | ----- | ----- | ----- | ----- | ----- | ----- | ----- | ----- | ----- |
| Liga Sagres      | -     | -     | -     | -     | -     | -     | -     | -     | -     |
| Liga Vitalis     | -     | -     | -     | -     | -     | -     | -     | -     |       |
| II Divisão       | -     | -     | -     | -     | -     | -     | -     | -     | -     |
| III Divisão      | -     | -     | -     | -     | -     | -     | -     | -     | -     |
| 1º Escalão Dist. | -     | -     | -     |       | -     | -     | -     | -     | -     |
| 2º Escalão Dist. | -     | -     | -     | -     | -     | -     | -     | -     | -     |
| 3º Escalão Dist. | -     | -     | -     | -     | -     | -     | -     | -     | -     |

## Modalidades desportivas
Além do futebol, praticam-se neste clube as seguintes modalidades desportivas: Futsal, cicloturismo, futebol masculino e feminino de veteranos e Júniors

## Palmáres do clube
Modalidade 	Época 	Competição 	Escalão
- Futebol 	1985/86 	Campeão Distrital da 2ªDiv. A.F. Leiria 	Seniores
- Futebol 	1986/87 	Sub-Campeão Distrital da 1ªDiv. A.F. Leiria 	Seniores
- Futebol 	1989/90 	Campeão Distrital da 1ªDiv. A.F. Leiria 	Seniores
- Futebol 	1989/90 	Vencedor Taça Distrital A.F. Leiria 	Seniores
- Futebol 	1989/90 	Campeão Distrital A.F. Leiria 	Juvenis
- Futebol 	1993/94 	Sub-Campeão Nacional da 3ªDiv.Nacional - Série D (Promoção 2ªB) 	*Seniores
- Futebol 	1994/95 	4ºlugar na 2ªDivisão B - Zona Centro 	Seniores
- Futebol de 5 	1998/99 	Finalista Taça A.F. Leiria 	Seniores
- Futebol 	2000/01 	Sub-Campeão Nacional da 3ªDiv.Nacional - Série D (Promoção 2ªB) 	*Seniores
- Futebol 	2003/04 	Vencedor Taça Distrital AF Leiria 	Juvenis
- Futebol        2005/06         Campeão Distrital de Juvenis "Honra" A.F.L. - subida ao Nacional
- Furebol        2006/07         Finalista Taça "Distrito de Leiria"   Seniores
- Futebol 	2015/16	Vencedor Taça Distrital A.F. Leiria 	Seniores
- Futebol 	2015/16 	Vencedor Supertaça Distrital A.F. Leiria 	Seniores
- Futebol 	2017/18 	Vencedor Taça Distrital A.F. Leiria 	Seniores
- Futebol 	2021/22 	Campeão Distrital da 1ªDiv. A.F. Leiria Seniores

## Presidentes
- 1962 - José Luis Machado
- 1963 - Luís Machado Maurício
- 1964 - José Luis Machado
- 1965 - João Lourenço Vinagre
- 1966 - António Fialho Vinagre
- 1967 - 1968 - José Luis Machado
- 1968 - 1969 - António da Silva Marques
- 1969 - 1970 - Manuel Coelho Guerra
- 1970 - 1971 - Manuel Mateus Ferreira
- 1971 - 1974 - Diamantino do Couto Ferreira
- 1982 - 1986 - António Ferreira Ramalho
- 1986 - 1989 - Afonso Rosa Ferreira
- 1989 - 1991 - Firmino Lucas da Silva
- 1991 - 1993 - José Maria da Silva Raimundo
- 1993 - 1995 - José Afonso Machado
- 1995 - 1997 - Pedro mateus Guerra
- 1997 - 2003 - José Afonso Machado
- 2003 - 2007 - Sérgio Paulo Fialho Inácio
- 2007 - 2012 - Luís Lopes[2](atual)

## Estádio
O Parque de Jogos Fonte da Senhora é o estádio onde a Associação Beneditense de Cultura e Desporto disputa os seus jogos. Tem uma lotação por volta dos 1400 lugares (sentados), a 11 de Setembro de 2010 foi inaugurado o piso sintético. O estádio foi inaugurado em 1962 inicialmente com campo pelado, depois relvado e agora sintético, o estádio têm duas bancadas laterais das quais uma coberta, as medidas do campo são 104 X 67. A claque do clube são os Ultras Febre Amarela 02

## Marca do equipamento e patrocínio
A equipa enverga na época 2011-2012 equipamento da marca Joma e tem o patrocínio da Delta Cafés e Neomáquina.